# Mythicomyiidae
Mythicomyiidae  (лат.) — семейство насекомых из отряда двукрылых, подотряда короткоусых.

## Распространение
Встречается почти повсеместно, в особенности в пустынях и похожих на пустыню регионах. Хотя в тропиках они не частые, из этих регионов известны роды Cephalodromia и Platypygus.

## Описание
Мухи мелких размеров, в длину достигающие всего 0,5—5 мм, имеют довольно тонкое тело. 

## Систематика
Около 350 видов. Древняя группа, известная ещё из мелового (Procyrtosia Hennig и Proplatypygus Zaitzev) и юрского периодов (Palaeoplatypygus Kovalev; 163–168 млн лет), а также из различных янтарей, включая эоценовый балтийский и ровенский янтарь (Carmenelectra Evenhuis, 2002). 
- Acridophagus Evenhuis, 1983
- Ahessea Greathead & Evenhuis, 2001
- †Borissovia Evenhuis, 2002[1]
- †Carmenelectra Evenhuis, 2002[1]
- Cephalodromia Becker, 1914
- Cyrtisiopsis Séguy, 1930
- Cyrtosia  Perris, 1839
- Doliopteryx Hesse, 1938
- Elachymyia Hall & Evenhuis, 1987
- Empidideicus Becker, 1907
- †Eurodoliopteryx Nel, 2006
- Glabellula Bezzi, 1902
- Glella Greathead & Evenhuis, 2001
- Hesychastes Evenhuis, 2002
- Heterhybos Brèthes, 1919
- Leylaiya Efflatoun, 1945
- Mnemomyia Bowden, 1975
- Mythenteles Hall & Evenhuis, 1986
- Mythicomyia Coquillett, 1893
- Nexus Hall & Evenhuis, 1987
- Onchopelma Hesse, 1938
- †Palaeoplatypygus Kovalev, 1985[3]
- Paraconsors Hall & Evenhuis, 1987
- Pieza Evenhuis, 2002[4]
- Platypygus Loew, 1844
- †Procyrtosia Zaitzev, 1986
- †Proplatypygus Hennig, 1969
- Pseudoglabellula Hesse, 1967
- Psiloderoides Hesse, 1967
- †Riga Evenhuis, 2013[2]
- Reissa Evenhuis & Baéz, 2001